# Ayva tatlısı

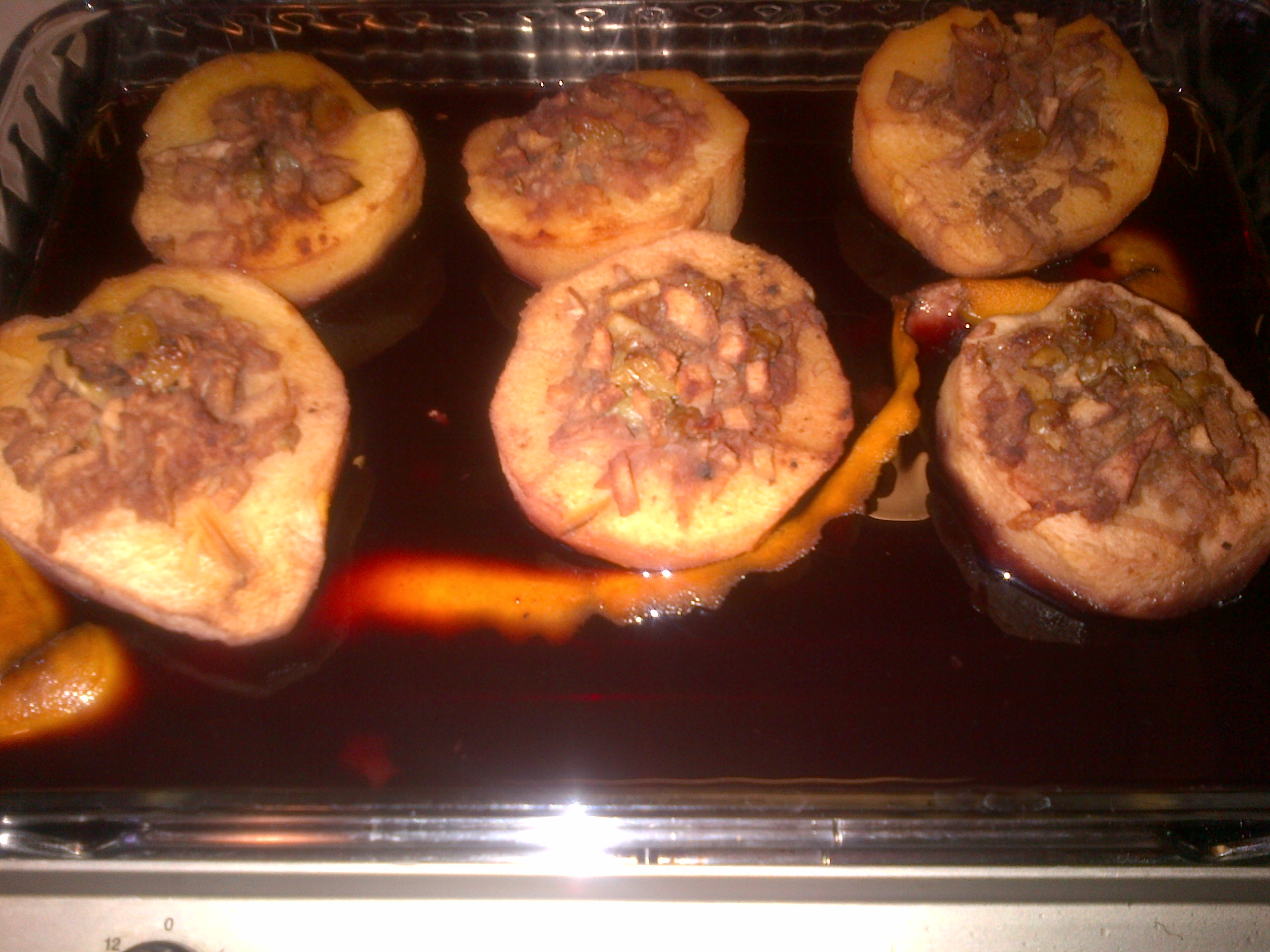
Ayva tatlısı uscita dal forno

L'Ayva tatlısı (tr. dal turco: "dolce di mela cotogna") è un dolce tradizionale della cucina turca a base di mele cotogne e zucchero. Esso si prepara cuocendo in acqua le cotogne sbucciate e tagliate in due. Per un chilo di mele cotogne viene utilizzato un bicchiere di zucchero comune . Per un buon risultato le mele dovrebbero anche essere cotte al forno. Per dare al piatto il suo caratteristico colore rosso si usa un pigmento naturale oppure vino rosso, mentre il chiodi di garofano dà al piatto il suo aroma. Una volta cotto, l'ayva tatlısı viene servito guarnito con kaymak e noci. L'Ayva tatlısı è stata prodotta in Turchia sin dai tempi classici dell'Impero ottomano. Essa non va confusa con la cotognata turca.